# Johan de Kanter
Johan de Kanter (Wissekerke, 21 juli 1762 - Middelburg, 23 september 1841) was een Zeeuwse notaris, historicus en ambtenaar.
Zijn vader was predikant in Wissekerke. De Kanter volgde bij zijn oom in Zierikzee een opleiding tot notaris. Reeds op jonge leeftijd, in 1784, volgde hij zijn oom op. In 1794 publiceerde hij zijn Chronyk van Zierikzee, een geschiedenis van de stad Zierikzee.
Door zijn bedrevenheid in de wis- en natuurkunde werd hij in 1799 tot lector in de natuurwetenschappen benoemd in het museum van Middelburg. In 1802 werd hij scheepsmeter, nog later onderwijzer bij het instituut voor dijken en waterweringen in Zeeland. 
Tijdens de inlijving bij Frankrijk was hij commiesgriffier bij het "Tribunal de première instance" te Middelburg. Na 1813 werd hij commies ter provinciale griffie in Zeeland. Deze functie oefende hij ruim twintig jaar, tot 1835 uit. Hij overleed op 23 september 1841, bijna tachtig jaar oud.

## Werken
- Chronyk van Zierikzee, Zierikzee. 1794, 2e vermeerderde druk. 1795, zie hier vervolgd door O. Groeneyk;
- De Franschen in Walcheren, Middelb. 1814;
- Redevoering bij de ontblooting van het praalgraf der Luit. Adm. J. en C. Evertsen, Middelburg. 1818;
- Lofrede op J.H. Schorer, Middelburg. 1822; (met zijn schoonzoon Dresselhuis, z.a.)
- Oorspronkelijke stukken betreffende de uitvinding der verrekijkers te Middelburg, Midd. 1835. In De Vriend des Vaderlands: